# 李井泉
李井泉（1909年11月1日—1989年4月24日），江西临川人，中国人民解放军将领，中国共产党、中华人民共和国政治人物，原副国级领导人。曾擔任中华人民共和国四川省第一任省長、中国共产党四川省委第一书记，中国共产党西南局第一书记兼成都军区第一政委。任内在大饥荒时期推行的政策直接导致四川大量民众的死亡。

## 生平

### 中华人民共和国建国前
李井泉1927年加入中国共青团，同年参加南昌起义，在三河坝战役之后，潜留在广东进行秘密工作。1930年加入中国共产党，为毛泽东看中，留在红一方面军工作。1931年任红三十五军政委，1933年任红三军团第四师政治部主任。其后，因被认为是毛泽东一党而遭到批判。1934年参加长征，1935年红一、四方面军会师后任红四方面军红九军政治协助员，两军分裂后随红四方面军活动。1936年秋，红二、四方面军会师后调红二方面军第四师任政委。他是极少数在中国工农红军三大主力内都任过职的将领。
1937年，红军改编为八路军参加抗日战争，李任120师358旅副旅长、政委。1942年，任抗日军政大学总校政委。
第二次国共内战时期，任晋绥军区政治委员、晋绥野战军政治委员、中国人民解放军第20兵团政治委员。

### 中华人民共和国建国后
中華人民共和國成立后，李于1952年擔任第一任四川省省長、四川省委第一书记，长期主持四川工作。在此期间内，他紧跟中央政府的各项政策，在各次政治运动中不遗余力，尤其是1959年在庐山会议上紧跟毛泽东批判彭德怀。1960年后他升任中国共产党西南局第一书记兼成都军区第一政委，成为中国西南地区最有权力的领导，人称“西南王”。在浮夸风中，他于1959年宣布在四川取消粮票，引起群众极大不满。

### 大饥荒时期
李在大饥荒时期，在四川粮食储备极少的情况下对于中共中央派给四川的粮食征购任务全力完成，虽然保障了中共中央及北京、上海等大城市的粮食供给，但反导致了本省因缺粮而造成大量民众因饥荒死亡。国家统计局中国人口统计年鉴上1957年的四川人口是7215.7万，而1962年5月《省委行政机关编制小组关于全省国家机关、党派、人民团体精简工作的意见（草案）》的附录上写有的1960年底的四川人口总数是6236万，相减是一千万人。（人口不迁徙的情况下，人口减少必然是死亡的人数超过出生的人数。人口减少1000万，可见死亡人数不止1000万。虽然这里面不一定都是饿死的。）在七千人大会上，李被爆出欺瞒中央的丑闻，但是毛泽东、周恩来等都对其上调粮食救急表示赞赏，终在大会上派到四川组了解情况的邓小平的保护下安然无恙，未被追究责任。
一九五九年七月庐山会议前，从武汉到九江的船上，毛泽东的私人秘书田家英对李井泉说：“现在可是有的地方饿死了人。”李井泉却满不在乎地答道：“中国这么大，哪朝哪代没有人饿死！”

### 晚年
1966年文化大革命中，李被打倒，定性为“反党、反社会主义、反毛泽东思想的独立王国”。
1973年当选中国共产党第十届中央委员会委员。1975年担任全国人大常委会副委员长。1982年邓小平设立中国共产党中央顾问委员会，李井泉任中顾委委員、常委；1985年，他按照邓小平的指示，带头表示不再担任中顾委委员职务，1989年病逝于北京。

## 评价
李井泉在大饥荒时期的表现使得四川省饿死至少上千万人，其本人也与安徽省的曾希圣、河南省的吴芝圃、山东省的舒同、甘肃省的张仲良齐名。在这五人的领导下，五省是大饥荒时期非正常死亡人数最多的五个省份，但是李井泉则从未有任何认错的表示。
由于李井泉在饥荒时不间断地给中央供粮造成四川人民大批饿死，四川人对李井泉的评价极低，而中共中央对其评价很高。1962年，毛泽东听李井泉说四川今年可能增产50亿斤粮食，不无友善地说：“你们就是增加了，也不要支援那样多！”1965年，毛泽东在听取李井泉汇报粮食问题时，评价道：“只懂得大公无私，不懂得大功有私。”李井泉逝世后，中共中央在悼词中评价其为“中国共产党的优秀党员，久经考验的忠诚的共产主义战士，无产阶级革命家”。

## 纪念文集
《李井泉百年诞辰纪念文集》， 中共党史出版社 2009-10。文集包括：第一部分是党和国家领导人、老同志、老战友为纪念李井泉同志的题词；第二部分是李井泉同志生平；第三部分收集了李井泉同志在解放前后的11篇讲话、文章和信函；第四部分是一些老同志和李井泉同志亲属的回忆和纪念文章，其中包括了《延安两地书》，这是李井泉同志和他夫人肖里在延安时期的15封来往书信。

## 家庭
- 第一任妻子：肖里（1917年—1969年），1941年在延安和李井泉结婚。文革中被迫害致死。与李井泉育有六子二女。其中三个儿子送人收养。[7]
  - 长子：李黎风，1942年生。名字出自毛泽东在延安整风时期讲的“黎明风清”。1950年随父母到成都，进入育才小学。因李井泉夫妇工作繁忙，李井泉便将他送到重庆的西南军区司令员贺龙家，被贺龙、薛明夫妇视为养子。1954年，贺龙调到北京任国务院副总理和中央军委副主席，李黎风随之到北京贺龙家居住。高中毕业考入清华大学工程物理系，与刘少奇之女刘涛、贺龙之子贺鹏飞是同学。1966年文革爆发，贺龙被打成“反革命修正主义分子”立案审查。1967年2月，李黎风被抓进北京市公安局第一监狱拘留所审查。5月28日，释放回清华大学等待分配。1968年底，被分配到青海省西宁市电动工具厂接受再教育。1969年结婚，1970年生子李放，1975年生下双胞胎子女并以毛泽东的名和字取名李泽支、李润那。1972年，李黎风一家回北京，为李井泉的平反奔走。1978年，李黎风经中央军委秘书长罗瑞卿批准参军，在中国人民解放军总参谋部某军事研究所工作，1990年后升任大校副所长。[7]
  - 次子：李明清，1943年生。名字出自毛泽东在延安整风时期讲的“黎明风清”。1960年代，在成都高中毕业后考进北京航空学院，为北航6系（导弹系）2611班学生。1963年起，在北京的贺龙家借住读书。1966年8月24日，北航6系（导弹系） 学生李明清、赖锐锐（建筑材料工业部长赖际发之子）、孙茜玲（交通部长孙大光之女）、苏晓前（开国中将苏静之子）五名高干子弟联名写了张《炮打……》的大字报，为刘少奇等老干部鸣冤，狠批中央文革，轰动了北航。事后李明清等人被群众扭送至公安部门关押一段时间，后放回北航。1967年8月24日即《炮打……》大字报发表一周年，“北航红旗”部分成员自发将几名“炮打中央文革”和写过《炮打……》大字报的学生拉到北航东操场批斗殴打，其中有李明清、孙茜玲、赖锐锐、苏晓前及工农子弟吴仙虎等人。吴仙虎被打死。李明清被打后回宿舍睡觉，当夜在宿舍心脏病发作死亡。1978年北京市公安局抓获了北航殴打李明清的两名学生，报请时任全国人大常委会副委员长的李井泉提出处理意见，李井泉批示不追究他们的责任。[7]
  - 三子：孙巨，原名李巨一。1945年生。名字“巨一”出自毛泽东在中共七大总结报告中提到的“巨大统一”。送给时任晋绥野战军独二旅政委的孙志远夫妇为养子。（详见孙志远条目。）
  - 四子：李新桅，1947年生于晋绥边区首府山西省兴县。名字出自毛泽东《论联合政府》中的“新中国的桅杆已经出现在地平线上”。1962年到北京上高中，住在孙志远家。自北京四中毕业后考进清华大学无线电系。文革初期受父亲牵连，被抓进北京市公安局“黑帮子女学习班”劳动改造、揭发父母。1971年后，回到家乡江西临川唱凯公社仓下村插队落户。后来清华大学分配他到清华大学科学仪器厂当工人。[7]
  - 五子：申再望，原名李在望，小名望望，后改为张在望，又改为申在望，文革结束后更名为申再望，1948年11月生。名字“在望”由李井泉起，出自毛泽东在第二次国共内战即将取胜时写的《胜利在望》一文的标题。出生4个月后，经晋绥分局安排，被送给陕甘宁晋绥联防军警备第二旅旅长张达志、申国藩夫妇为养子。中华人民共和国成立前夕，张达志、申国藩离婚，申在望随养母申国藩在成都生活。中华人民共和国成立后，申国藩任中共成都市委监委常务委员、成都市中级人民法院副院长。1969年，因同情二哥而被打成“现行反革命”的申在望在成都获释，回到家乡江西临川唱凯公社仓下村插队落户，历任唱凯公社艾巷大队仓下村小学老师、临川县化肥厂工人。其间，彭真之子傅洋、乌兰夫之女雅雅、杨尚昆之女妞妞、廖志高之子廖晓光、孔原之子孔栋、张启龙之子张晓泮等人先后来仓下村做客。1973年，申在望考进重庆西南大学外国语学院英语系，毕业后先后从事科技情报翻译工作、外事工作。1992年，到新华社香港分社任外事部处长，后任四川省对外友好协会副厅级巡视员。在申再望精心照料下，申国藩寿至101岁才病逝。[7]
  - 长女（排行第六）：李大蓉，1950年5月生于成都。1968年，和五哥申在望逃到重庆，后又逃至武汉的七姨肖炎家躲藏两个多月。后被造反派发现身份，乃从武汉逃到河南郑州，躲在一位铁路职工家里。同年返回成都，被打成“现行反革命”，在学校劳动改造。解脱之后回家乡江西临川县唱凯公社仓下村插队落户。随后，五哥申在望、四哥李新桅、弟弟张华川先后从劳改队获释到仓下村插队落户。中共四川省委原第一书记廖志高之女廖晓元也曾来这里插队劳动。1973年，李大蓉考进江西医学院医疗系，1976年毕业分配到北京宣武医院，历任住院医师、主治医师、副主任医师、教育处处长等职。[7]
  - 次女（排行第七）：李力清，1951年生于成都，1969年随兄、姐回到家乡江西临川唱凯公社仓下村插队落户。1973年进北京外国语学院英语系学习。毕业分配到中共中央对外联络部，历任中共中央对外联络部非洲局副处长、处长、副局长、局长等职。曾在中国驻博茨瓦纳大使馆和中国驻印度大使馆工作，分别担任一秘和参赞。曾留学英国约克大学获硕士学位，后曾为美国耶鲁大学访问学者。曾到山东淄博市桓台县挂职任县委副书记。[7]
  - 幼子：张华川，1952年生于四川成都。名字由张经武起。送给时任中央人民政府驻西藏代表、中共西藏工委第一书记的张经武夫妇为养子。（详见张经武条目。）[7]
- 第二任妻子：杨荫梧，第二次国共内战期间在晋绥根据地绥东兴和县政府工作。原配丈夫侯作桂在抗日战争初期曾参加李井泉担任司令员兼政委的大青山支队，随李井泉开辟绥远大青山抗日游击根据地。侯作桂在文革中被批斗致死。文革结束后，经李井泉过去大青山支队的老部下成枫涛介绍，1977年3月杨荫梧和李井泉结婚。二人相伴12年，直到1989年4月李井泉逝世。此后，杨荫梧组织四川省、内蒙古自治区、江西省的党史工作者编写了《李井泉传》初稿，并请时任中共中央总书记江泽民和时任国家主席杨尚昆题写了书名。[7]